# MTV (Asia)
MTV Asia era un canal de televisión por suscripción panasiático de música, que se lanzó originalmente el 15 de septiembre de 1991 como canal de música exclusivamente en la plataforma STAR TV, y desde el 3 de mayo de 1995 como canal de televisión de pago independiente. Es propiedad de Paramount Networks EMEAA. Cerró sus emisiones el 1 de septiembre de 2022. 

## Historia
MTV Asia se lanzó originalmente el 15 de septiembre de 1991 como una empresa conjunta entre STAR TV y Viacom, más tarde el contrato de STAR TV con MTV expiró el 2 de mayo de 1994. Esto llevó al lanzamiento del Channel [V] el 27 de mayo de 1994.
MTV Mandarin se lanzó el 25 de abril de 1995 como un canal en chino de 24 horas que se transmite desde Singapur y presta servicios en China continental, Hong Kong, Macao, Taiwán y Singapur.
MTV Asia se lanzó el 3 de mayo de 1995 como un canal en inglés de 24 horas que se transmite desde Singapur y se ve en toda Asia en territorios como Bangladés, Brunéi, Camboya, Hong Kong, India, Indonesia, Macao, Malasia, Oriente Medio, Pakistán, Papúa Nueva Guinea, Filipinas, Singapur, Sri Lanka, Tailandia y Vietnam.
MTV se asocia con empresas de medios nacionales para producir contenido en idioma local para sus canales en Indonesia, Filipinas, Tailandia y Vietnam.
Después de 27 años de transmisión, MTV Asia cerró oficialmente la transmisión el 1 de septiembre de 2022 a las 00:09 (SGT) con el último programa "K Wave". A partir de las 00:10 (SGT), MTV Asia fue reemplazado por MTV Live en Malasia o MTV 90s para otros países del Sudeste Asiático donde MTV Live ya estaba disponible.
Este cierre es como parte de la reestructuración en Paramount Networks EMEAA Paramount Networks EMEAA y también para obtener la preparación para el lanzamiento de Paramount+ en el sudeste asiático en 2023.